# 미카미 쇼코
미카미 쇼코(일본어: 三上 尚子, 1981년 1월 8일 ~ )는 일본의 은퇴한 여자 축구 선수이다.

## 국가대표팀 경력
그녀는 1999년 AFC 여자 축구 선수권 대회에 참가할 일본 국가대표팀에 발탁되었으며, 11월 12일 네팔와의 경기에서 데뷔했다. 그녀는 국제 A매치 3경기에 출전하여 2득점을 넣었다.

## 통계
| 일본 | 일본 | 일본 |
| 연도 | 출전 | 득점 |
| ---- | ---- | ---- |
| 1999 | 3    | 2    |
| 통산 | 3    | 2    |